# Dicranomyia luaboensis
Dicranomyia luaboensis är en tvåvingeart som först beskrevs av Alexander 1960.  Dicranomyia luaboensis ingår i släktet Dicranomyia och familjen småharkrankar.
Artens utbredningsområde är Moçambique. Inga underarter finns listade i Catalogue of Life.